# Parancala kibic
Parancala kibic är en tvåvingeart som beskrevs av Trojan 1976. Parancala kibic ingår i släktet Parancala och familjen bromsar. Inga underarter finns listade i Catalogue of Life.